# Toyota Racing
Toyota Racing war ein Motorsport-Rennteam und das Werksteam des japanischen Automobilherstellers Toyota in der FIA-Formel-1-Weltmeisterschaft, an der es von 2002 bis 2009 teilnahm. Im November 2009 gab das Team den Rückzug aus der Formel 1 bekannt. Sitz der Toyota Motorsport GmbH ist Köln-Marsdorf. Die Panasonic Corporation war dabei ein Sponsoringpartner.

## Geschichte

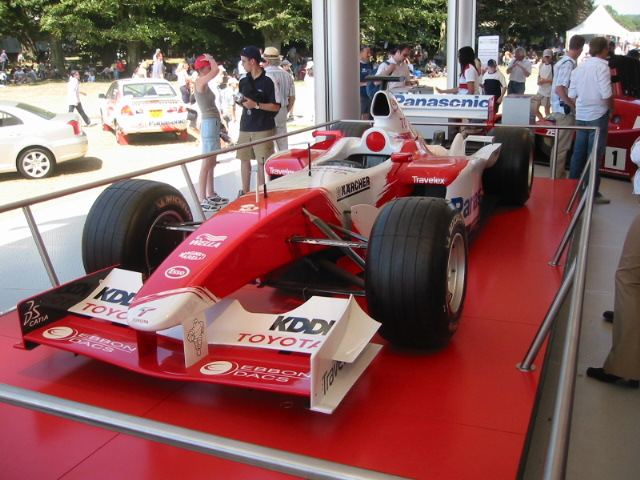
Toyota TF104 beim Goodwood Festival of Speed

Sein Debüt hatte das Team 2002 beim Großen Preis von Australien in Melbourne mit Mika Salo und Allan McNish. In seiner ersten Saison belegte Toyota, trotz des größten Budgets von ca. 500 Millionen Euro, nur Platz zehn der Konstrukteurswertung mit zwei Punkten von Salo.
Kurz vor Ende der Saison 2002 entließ Toyota seine beiden Fahrer und holte Cristiano da Matta (zuvor Champ-Car-Meister) und Olivier Panis.
In den Saisons 2003 und 2004 schaffte es Toyota immerhin jeweils auf Platz acht, jedoch auch nur mit 16 bzw. neun Punkten. Zeitweise ersetzten Ricardo Zonta (Ungarn, Belgien, Italien, China 2004) und Jarno Trulli (Japan, Brasilien 2004) den zum Testfahrer degradierten Cristiano da Matta. Abseits der Rennstrecke fiel Toyota am Ende der Saison 2003 wegen eines Spionage-Verdachts auf.

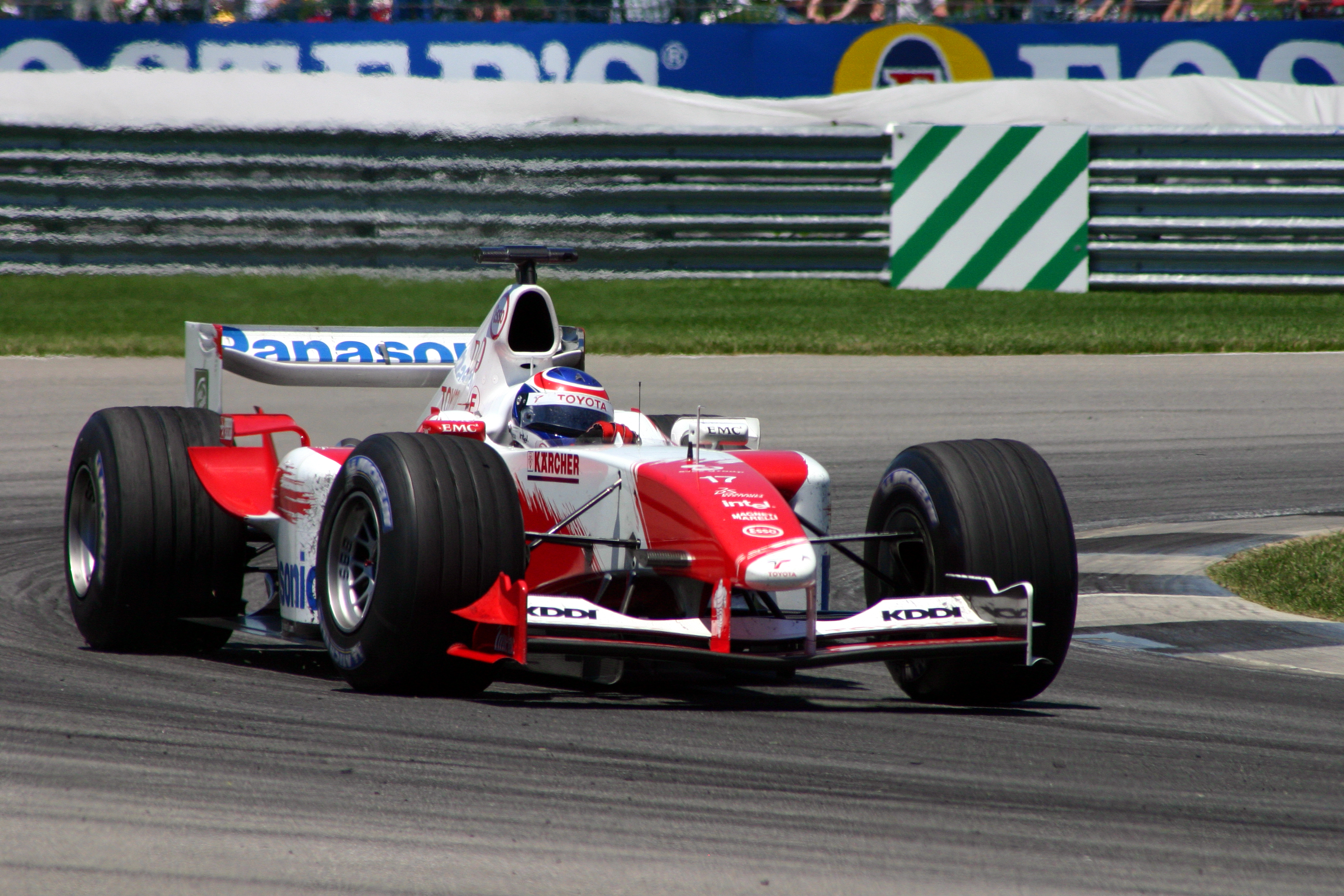
Oliver Panis beim United States Grand Prix 2004 in Indianapolis

Von 2005 bis 2007 fuhr neben Jarno Trulli auch Ralf Schumacher für Toyota. Als Testfahrer waren unter anderem Ricardo Zonta und Olivier Panis tätig.
2005 war die erfolgreichste Saison des Teams. Trulli und Schumacher konnten regelmäßig Podestplätze einfahren sowie zwei Pole-Positions (Trulli beim Großen Preis der USA und Schumacher beim Großen Preis von Japan) und eine Schnellste Rennrunde (Schumacher beim Großen Preis von Belgien). Das Team beendete die Saison mit 88 Punkten auf Rang vier.
Erklärtes Ziel von Toyota war von Anfang an die Fahrt um die Weltmeisterschaft, nun schien sich der Erfolg mit dem von Mike Gascoyne konstruierten TF 105 einzustellen. Diesen Trend wollte man 2006 mit dem neuen TF 106, der bereits am 28. November 2005 präsentiert wurde, fortsetzen. Diese für Formel-1-Teams ungewöhnlich frühe Präsentation – fast drei Monate vor den meisten anderen Wettbewerbern – ist auf den Start der Konzeption im Juli 2005 zurückzuführen, obwohl man noch während der Formel-1-Weltmeisterschaft 2005 ein komplett überarbeitetes Chassis TF 105B erarbeitet hatte. Erfahrungsgemäß erlaubt dies die rasche Ausmerzung so genannter Kinderkrankheiten dank einer längeren Testphase, während die Konkurrenten im Winter meist mit Interimsmodellen (V8-Motor und altes Chassis) in Bahrain, Frankreich, Spanien und Südafrika testen. Jedoch erwies sich das Jahr 2006 als ein sehr schwieriges für Toyota. Nur 35 Punkte führten zu Platz 6 in der Konstrukteurswertung. Ein Rückschlag für die hochgesteckten Ziele. Schuld hieran war die schwankende Form des Autos, das während der Saison zahlreiche Ausfälle hatte.
Das Folgejahr verlief sehr enttäuschend für das Team. Ralf Schumacher und Jarno Trulli konnten nur selten punkten und so schloss man die Saison mit 13 Punkten auf Rang sechs ab.
Für die Saison 2008 wurde neben Jarno Trulli der Deutsche Timo Glock als Fahrer verpflichtet. Ralf Schumacher verließ das Team in Richtung DTM. Als Testfahrer arbeitet seit dieser Saison Kamui Kobayashi für das Team. Wieder gelang es nicht, die Ziele zu erfüllen. Bei den Testfahrten vor der Saison konnten nur durchschnittliche Rundenzeiten erreicht werden. Beim ersten Rennen der Saison schieden beide Fahrer aus. Jarno Trulli musste das Rennen nach einem technischen Defekt vorzeitig beenden, Timo Glock hatte einen schweren Unfall, den er aber unverletzt überstand. Im Vergleich zum enttäuschenden Vorjahr gelang aber die Etablierung im vorderen Mittelfeld. Die Saison beendete man auf Rang fünf mit 56 Punkten.

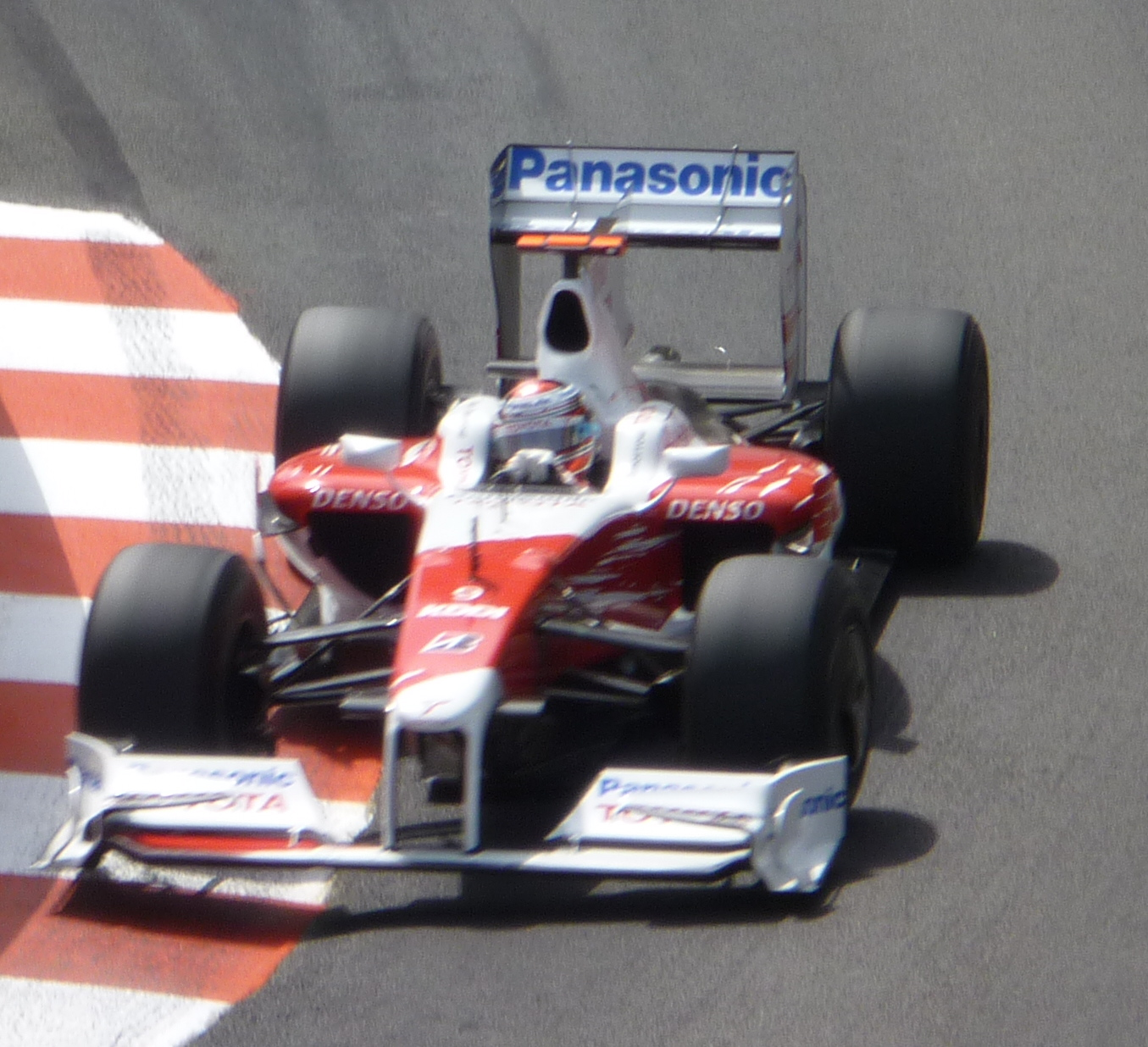
Trulli beim Großen Preis von Monaco 2009

Diesen Trend konnte man zu Beginn der Saison 2009 zunächst fortsetzen. Nach zwei dritten Plätzen in Australien (Trulli) und Malaysia (Glock) fuhr Trulli in Bahrain auf die Pole-Position und auch die Schnellste Rennrunde, konnte das Rennen aber nur als Dritter beenden. Anschließend gelang es dem Team aber nur noch selten zu punkten. Zum Saisonende konnten sie allerdings noch zwei zweite Plätze in Singapur und in Japan einfahren. In Japan hatte Glock in der Qualifikation einen schweren Unfall, sodass er in den letzten beiden Rennen vom bisherigen Testfahrer Kamui Kobayashi vertreten werden musste. Diesem gelang es im letzten Saisonrennen in Abu Dhabi überraschenderweise vom zwölften Startplatz auf den sechsten Platz zu fahren.
Am 4. November 2009 gab Toyota bekannt, das Formel-1-Programm ruhen zu lassen und sich auf das Kerngeschäft zu konzentrieren. In den insgesamt 139 teilgenommenen Grand Prix erreichte Toyota 278,5 Punkte (2,0 Punkte/Rennen), wobei die meisten pro Grand Prix erreichten Punkte (13) beim Großen Preis von Bahrain 2005 eingefahren wurden (Trulli auf dem zweiten, Schumacher auf dem vierten Platz).

## Industriespionage

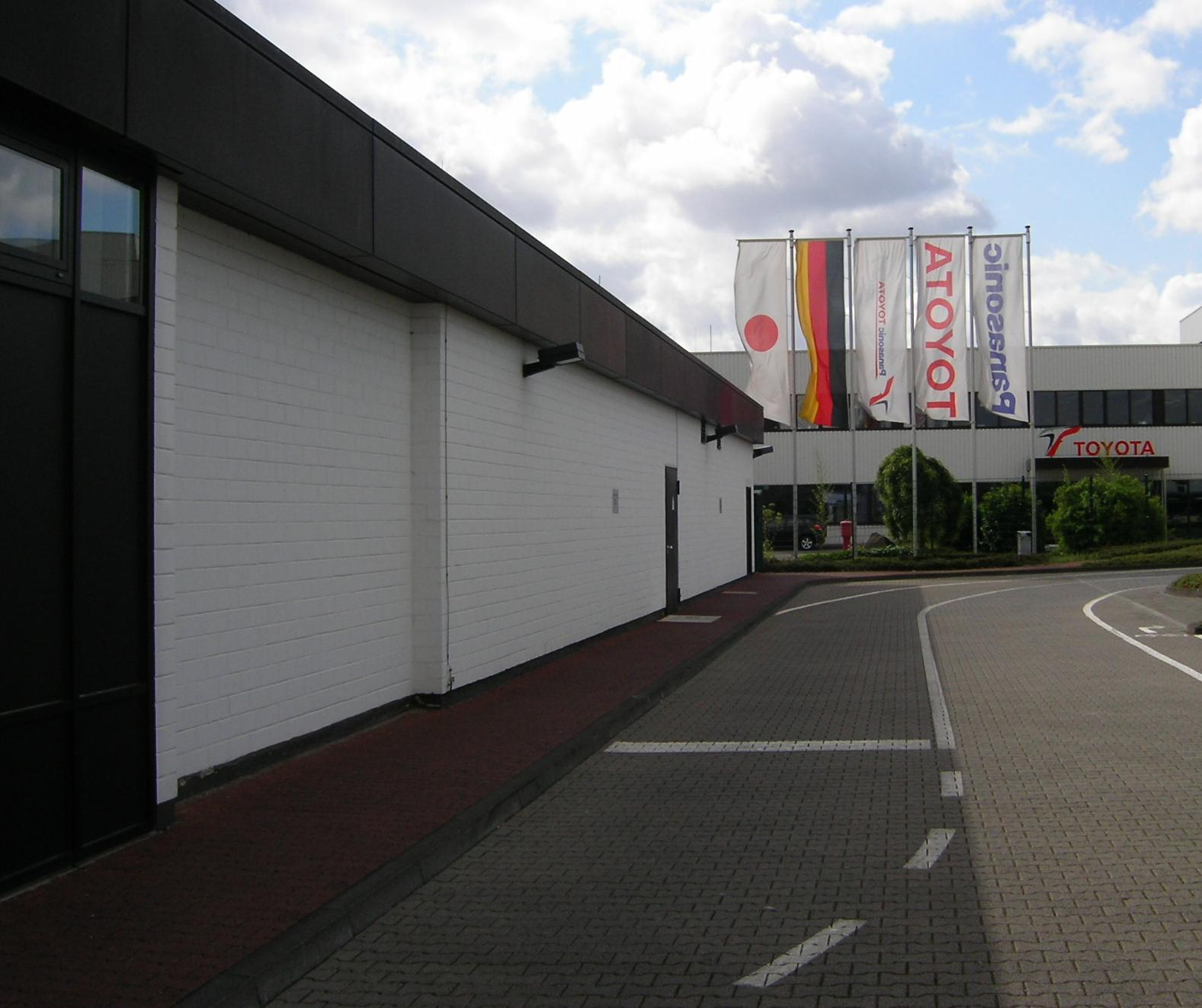
Einfahrt zum Fabrikgelände der Toyota Motorsport GmbH in Köln

Bei einer Razzia am 30. Oktober 2003 im Kölner Toyota-Formel-1-Sitz wegen des Verdachts der Industriespionage von Toyota bei Ferrari wurde deren Aerodynamik-Software „Elab“ gefunden. Toyotas eigenes Programm namens „Template“ solle sich als unzureichend herausgestellt haben, so dass der von Ferrari im Herbst 2001 abgeworbene Angelo Santini über den damaligen Chefdesigner Gustav Brunner den Chef-Aerodynamiker René Hilhorst dazu überredet haben soll, das Ferrari-Programm zu installieren. Das Unternehmen „Toyota Motorsport GmbH“ bestreitet die Kenntnis, es wurde auch nicht gegen die GmbH wegen Industriespionage ermittelt. Die Verantwortlichen und Mitwisser sollen neben Santini, Brunner und Hilhorst der damalige Teamchef Ove Andersson sein. Santini stand wegen des Falles in Modena vor Gericht, Gustav Brunner wurde wegen angeblicher Umstrukturierung entlassen und bestreitet jegliches Wissen über das Aerodynamik-Programm. Dieses soll mit einem unlöschbaren Ferrari-Emblem – dem springenden Pferd – geschützt gewesen sein. Der Grund für die vermutliche Industriespionage soll die Erfolglosigkeit des 2002er Modells gewesen sein, beim Nachfolger TF103 war die äußere Ähnlichkeit zum alten Ferrari-Siegermodell schon so deutlich, dass man in der Branche von Kopie sprach.

## Toyota als Motorenlieferant
Nachdem sich zuvor der Einsatz ausschließlich auf das eigene Werksteam beschränkt hatte, rüstete Toyota ab 2005 auch Kundenteams mit Motoren aus. Hintergrund war, dass sich aus den 2004 eingeführten Änderungen im technischen F1-Reglement hinsichtlich der verlangten Haltbarkeit der Motoren bei Toyota ein Überangebot an Aggregaten ergeben hatte, das die Übergabe von Motoren an andere Teams nunmehr erlaubte. Erste Motorenkunde war Jordan Grand Prix, der mit den Toyota-Motoren aber kaum nennenswerte Erfolge erzielen konnte. Das änderte sich auch 2006 nicht, als das Team zwar in Midland F1 umbenannt wurde, den Motorenvertrag jedoch beibehielt.
In der Saison 2007 trat Williams mit Toyota-Motoren an und war damit erfolgreicher. Nico Rosberg und Alexander Wurz konnten regelmäßig Punkte erzielen. Höhepunkt war Wurz' dritter Platz beim Großen Preis von Kanada des Jahres, und im Endergebnis konnte Williams sogar noch das in diesem Jahr enttäuschende Toyota-Werksteam deutlich hinter sich lassen. Die Partnerschaft zwischen Williams und Toyota wurde auch 2008 fortgeführt. Auch hier konnten die Williams-Piloten, bei denen Kazuki Nakajima Wurz ersetzt hatte, wieder zahlreiche Punkt- und sogar Podestplatzierungen erreichen. Am Ende allerdings hatte das Williams-Team in der Konstrukteurswertung gegenüber dem wieder stabilisierten Werksteam das Nachsehen. 2009 wiederum zeigte sich ein anderes Bild: Nico Rosberg konnte konstantere Ergebnisse erzielen als die Toyota-Piloten Trulli und Glock. Kazuki Nakajima enttäuschte dagegen und konnte keine einzige Punktplatzierung erreichen, sodass Williams am Ende wiederum hinter dem Toyota-Werksteam landete.
Mit dem Rückzug des Werksteams nach der Saison 2009 endete auch die Verfügbarkeit von Toyota-Motoren. Williams setzte damit ab der Saison 2010 wieder Cosworth-Motoren ein.

## Zahlen und Daten

### Statistik in der Formel 1
| Saison | Teamname                | Chassis      | Motor          | Reifen | Grands Prix | Siege | Zweiter | Dritter | Poles | schn. Runden | Punkte | WM-Rang |
| ------ | ----------------------- | ------------ | -------------- | ------ | ----------- | ----- | ------- | ------- | ----- | ------------ | ------ | ------- |
| 2002   | Panasonic Toyota Racing | Toyota TF102 | Toyota 3.0 V10 | M      | 17          | –     | –       | –       | –     | –            | 2      | 10.     |
| 2003   | Panasonic Toyota Racing | Toyota TF103 | Toyota 3.0 V10 | M      | 16          | –     | –       | –       | –     | –            | 16     | 8.      |
| 2004   | Panasonic Toyota Racing | Toyota TF104 | Toyota 3.0 V10 | M      | 18          | –     | –       | –       | –     | –            | 9      | 8.      |
| 2005   | Panasonic Toyota Racing | Toyota TF105 | Toyota 3.0 V10 | M      | 18          | –     | 2       | 3       | 2     | 1            | 88     | 4.      |
| 2006   | Panasonic Toyota Racing | Toyota TF106 | Toyota 2.4 V8  | B      | 18          | –     | –       | 1       | –     | –            | 35     | 6.      |
| 2007   | Panasonic Toyota Racing | Toyota TF107 | Toyota 2.4 V8  | B      | 17          | –     | –       | –       | –     | –            | 13     | 6.      |
| 2008   | Panasonic Toyota Racing | Toyota TF108 | Toyota 2.4 V8  | B      | 18          | –     | 1       | 1       | –     | –            | 56     | 5.      |
| 2009   | Panasonic Toyota Racing | Toyota TF109 | Toyota 2.4 V8  | B      | 17          | –     | 2       | 3       | 1     | 2            | 59,5   | 5.      |
| Gesamt | Gesamt                  | Gesamt       | Gesamt         | Gesamt | 139         | –     | 5       | 8       | 3     | 3            | 278,5  |         |

### Alle Fahrer von Toyota Racing in der Formel 1
| Name               | Jahre     | Grands Prix | Punkte | Siege | Zweiter | Dritter | Poles | SR | beste WM-Pos.    |
| ------------------ | --------- | ----------- | ------ | ----- | ------- | ------- | ----- | -- | ---------------- |
| Jarno Trulli       | 2004–2009 | 90          | 129,5  | –     | 3       | 4       | 2     | 1  | 06. (2004)       |
| Ralf Schumacher    | 2005–2007 | 53          | 70     | –     | –       | 3       | 1     | 1  | 06. (2005)       |
| Olivier Panis      | 2003–2004 | 33          | 12     | –     | –       | –       | –     | –  | 14. (2004)       |
| Timo Glock         | 2008–2009 | 32          | 49     | –     | 2       | 1       | –     | 1  | 10. (2008, 2009) |
| Cristiano da Matta | 2003–2004 | 28          | 13     | –     | –       | –       | –     | –  | 13. (2003)       |
| Mika Salo          | 2002      | 17          | 2      | –     | –       | –       | –     | –  | 17. (2002)       |
| Allan McNish       | 2002      | 16          | –      | –     | –       | –       | –     | –  | 19. (2002)       |
| Ricardo Zonta      | 2004      | 5           | –      | –     | –       | –       | –     | –  | 22. (2004)       |
| Kamui Kobayashi    | 2009      | 2           | 3      | –     | –       | –       | –     | –  | 18. (2009)       |

### Ergebnisse in der Formel 1
| Saison | Chassis    | Fahrer        | Nr. | 1   | 2   | 3   | 4   | 5   | 6   | 7   | 8   | 9   | 10  | 11  | 12  | 13  | 14  | 15  | 16  | 17  | 18  | 19 | Punkte | Rang |
| ------ | ---------- | ------------- | --- | --- | --- | --- | --- | --- | --- | --- | --- | --- | --- | --- | --- | --- | --- | --- | --- | --- | --- | -- | ------ | ---- |
| 2002   | TF102      |               |     |     |     |     |     |     |     |     |     |     |     |     |     |     |     |     |     |     |     |    | 2      | 10.  |
| 2002   | TF102      | M. Salo       | 24  | 6   | 12  | 6   | DNF | 9   | 8   | DNF | DNF | DNF | DNF | DNF | 9   | 15  | 7   | 11  | 14  | 8   |     |    | 2      | 10.  |
| 2002   | TF102      | A. McNish     | 25  | DNF | 7   | DNF | DNF | 8   | 9   | DNF | DNF | 14  | DNF | 11  | DNF | 14  | 9   | DNF | 15  | INJ |     |    | 2      | 10.  |
| 2003   | TF103      |               |     |     |     |     |     |     |     |     |     |     |     |     |     |     |     |     |     |     |     |    | 16     | 8.   |
| 2003   | TF103      | O. Panis      | 20  | DNF | DNF | DNF | 9   | DNF | DNF | 13  | 8   | DNF | 8   | 11  | 5   | DNF | DNF | DNF | 10  |     |     |    | 16     | 8.   |
| 2003   | TF103      | C. da Matta   | 21  | DNF | 11  | 10  | 12  | 6   | 10  | 9   | 11  | DNF | 11  | 7   | 6   | 11  | DNF | 9   | 7   |     |     |    | 16     | 8.   |
| 2004   | TF104/104B |               |     |     |     |     |     |     |     |     |     |     |     |     |     |     |     |     |     |     |     |    | 9      | 8.   |
| 2004   | TF104/104B | C. da Matta   | 16  | 12  | 9   | 10  | DNF | 13  | 6   | DNF | DSQ | DNF | 14  | 13  | DNF |     |     |     |     |     |     |    | 9      | 8.   |
| 2004   | TF104/104B | R. Zonta      | 16  |     |     |     |     |     |     |     |     |     |     |     |     | DNF | 10  | 11  | DNF |     |     |    | 9      | 8.   |
| 2004   | TF104/104B | J. Trulli     | 16  |     |     |     |     |     |     |     |     |     |     |     |     |     |     |     |     | 11  | 12  |    | 9      | 8.   |
| 2004   | TF104/104B | O. Panis      | 17  | 13  | 12  | 9   | 11  | DNF | 8   | 11  | DSQ | 5   | 15  | DNF | 14  | 11  | 8   | DNF | 14  | 14  |     |    | 9      | 8.   |
| 2004   | TF104/104B | R. Zonta      | 17  |     |     |     |     |     |     |     |     |     |     |     |     |     |     |     |     |     | 13  |    | 9      | 8.   |
| 2005   | TF105/105B |               |     |     |     |     |     |     |     |     |     |     |     |     |     |     |     |     |     |     |     |    | 88     | 4.   |
| 2005   | TF105/105B | J. Trulli     | 16  | 9   | 2   | 2   | 5   | 3   | 10  | 8   | DNF | DNS | 5   | 9   | 14* | 4   | 6   | 5   | DNF | 13* | DNF | 15 | 88     | 4.   |
| 2005   | TF105/105B | R. Schumacher | 17  | 12  | 5   | 4   | 9   | 4   | 6   | DNF | 6   | PO  | 7   | 8   | 6   | 3   | 12  | 6   | 7   | 8   | 8   | 3  | 88     | 4.   |
| 2005   | TF105/105B | R. Zonta      | 17  |     |     |     |     |     |     |     |     | DNS |     |     |     |     |     |     |     |     |     |    | 88     | 4.   |
| 2006   | TF106/106B |               |     |     |     |     |     |     |     |     |     |     |     |     |     |     |     |     |     |     |     |    | 35     | 6.   |
| 2006   | TF106/106B | R. Schumacher | 07  | 14  | 8   | 3   | 9   | DNF | DNF | 8   | DNF | DNF | DNF | 4   | 9   | 6   | 7   | 15  | DNF | 7   | DNF |    | 35     | 6.   |
| 2006   | TF106/106B | J. Trulli     | 08  | 16  | 9   | DNF | DNF | 9   | 10  | 17* | 11  | 6   | 4   | DNF | 7   | 12* | 9   | 7   | DNF | 6   | DNF |    | 35     | 6.   |
| 2007   | TF107      |               |     |     |     |     |     |     |     |     |     |     |     |     |     |     |     |     |     |     |     |    | 13     | 6.   |
| 2007   | TF107      | R. Schumacher | 11  | 8   | 15  | 12  | DNF | 16  | 8   | DNF | 10  | DNF | DNF | 6   | 12  | 15  | 10  | DNF | DNF | 11  |     |    | 13     | 6.   |
| 2007   | TF107      | J. Trulli     | 12  | 9   | 7   | 7   | DNF | 15  | DNF | 6   | DNF | DNF | 13  | 10  | 16  | 11  | 11  | 13  | 13  | 8   |     |    | 13     | 6.   |
| 2008   | TF108      |               |     |     |     |     |     |     |     |     |     |     |     |     |     |     |     |     |     |     |     |    | 56     | 5.   |
| 2008   | TF108      | J. Trulli     | 11  | DNF | 4   | 6   | 8   | 10  | 13  | 6   | 3   | 7   | 9   | 7   | 5   | 16  | 13  | DNF | 5   | DNF | 8   |    | 56     | 5.   |
| 2008   | TF108      | T. Glock      | 12  | DNF | DNF | 9   | 11  | 13  | 12  | 4   | 11  | 12  | DNF | 2   | 7   | 9   | 11  | 4   | DNF | 7   | 6   |    | 56     | 5.   |
| 2009   | TF109      |               |     |     |     |     |     |     |     |     |     |     |     |     |     |     |     |     |     |     |     |    | 59,5   | 5.   |
| 2009   | TF109      | J. Trulli     | 09  | 3   | 4   | DNF | 3   | DNF | 13  | 4   | 7   | 17  | 8   | 13  | DNF | 14  | 12  | 2   | DNF | 7   |     |    | 59,5   | 5.   |
| 2009   | TF109      | T. Glock      | 10  | 4   | 3   | 7   | 7   | 10  | 10  | 8   | 9   | 9   | 6   | 14  | 10  | 11  | 2   | DNS | INJ | INJ |     |    | 59,5   | 5.   |
| 2009   | TF109      | K. Kobayashi  | 10  |     |     |     |     |     |     |     |     |     |     |     |     |     |     | PO  | 9   | 6   |     |    | 59,5   | 5.   |

| Legende  | Legende            | Legende                                                          |
| Farbe    | Abkürzung          | Bedeutung                                                        |
| -------- | ------------------ | ---------------------------------------------------------------- |
| Gold     | –                  | Sieg                                                             |
| Silber   | –                  | 2. Platz                                                         |
| Bronze   | –                  | 3. Platz                                                         |
| Grün     | –                  | Platzierung in den Punkten                                       |
| Blau     | –                  | Klassifiziert außerhalb der Punkteränge                          |
| Violett  | DNF                | Rennen nicht beendet (did not finish)                            |
| Violett  | NC                 | nicht klassifiziert (not classified)                             |
| Rot      | DNQ                | nicht qualifiziert (did not qualify)                             |
| Rot      | DNPQ               | in Vorqualifikation gescheitert (did not pre-qualify)            |
| Schwarz  | DSQ                | disqualifiziert (disqualified)                                   |
| Weiß     | DNS                | nicht am Start (did not start)                                   |
| Weiß     | WD                 | zurückgezogen (withdrawn)                                        |
| Hellblau | PO                 | nur am Training teilgenommen (practiced only)                    |
| Hellblau | TD                 | Freitags-Testfahrer (test driver)                                |
| ohne     | DNP                | nicht am Training teilgenommen (did not practice)                |
| ohne     | INJ                | verletzt oder krank (injured)                                    |
| ohne     | EX                 | ausgeschlossen (excluded)                                        |
| ohne     | DNA                | nicht erschienen (did not arrive)                                |
| ohne     | C                  | Rennen abgesagt (cancelled)                                      |
| ohne     | keine WM-Teilnahme |                                                                  |
| sonstige | P/fett             | Pole-Position                                                    |
| sonstige | 1/2/3/4/5/6/7/8    | Punktplatzierung im Sprint-/Qualifikationsrennen                 |
| sonstige | SR/kursiv          | Schnellste Rennrunde                                             |
| sonstige | *                  | nicht im Ziel, aufgrund der zurückgelegten Distanz aber gewertet |
| sonstige | ()                 | Streichresultate                                                 |
| sonstige | unterstrichen      | Führender in der Gesamtwertung                                   |

## Übersicht des letzten Personals
| Aufgabenbereich             | Name               |
| --------------------------- | ------------------ |
| Stammfahrer                 | Jarno Trulli       |
| Stammfahrer                 | Timo Glock         |
| Testfahrer                  | Kamui Kobayashi    |
| Präsident Toyota Motorsport | John Howett        |
| Teamchef                    | Tadashi Yamashina  |
| Teammanager                 | Jens Marquardt     |
| Technischer Direktor        | Pascal Vasselon    |
| Chefingenieur               | Dieter Gass        |
| Chefaerodynamiker           | Mark Gillan        |
| Renningenieur Trulli        | Gianluca Pisanello |
| Renningenieur Glock         | Juan Pablo Ramirez |